# Сорымъярт
Сорымъярт (устар. Сорым-Ярт) — река в Ханты-Мансийском АО России. Устье реки находится на 19-м км левого берега реки Нярымъярт. Длина реки составляет 17 км.

## Данные водного реестра
По данным государственного водного реестра России относится к Верхнеобскому бассейновому округу, водохозяйственный участок реки — Обь от города Нефтеюганск до впадения реки Иртыш, речной подбассейн реки — Обь ниже Ваха до впадения Иртыша. Речной бассейн реки — (Верхняя) Обь до впадения Иртыша.
Код водного объекта в государственном водном реестре — 13011100212115200047512.